# 彭清一
彭清一（1931年—），原名彭家祥，男，山西忻县人，中国舞蹈家，曾任中国舞蹈家协会常务理事。